# Biała zaraza
Biała zaraza (cz. Bílá nemoc) – czechosłowacki czarno-biały fantastycznonaukowy film dramatyczny z 1937 w reżyserii i według scenariusza Hugo Haasa. Adaptacja sztuki scenicznej Karela Čapka pod tym samym tytułem.

## Opis fabuły
Fabuła filmu dzieje się w kraju, którym rządzi dyktator chcący wybuchu wojny. Dochodzi tam także do epidemii, na którą lekarstwo odnajduje doktor Galén, jednak postanawia on, że umożliwi jego używanie dopiero wtedy, gdy zaprzestane zostaną przygotowania do wojny.

## Obsada
- Hugo Haas jako dr Galén
- Zdeněk Štěpánek jako marszałek
- Václav Vydra jako baron Krog
- Bedřich Karen jako prof. dr Sigelius, radca dworu
- Ladislav Boháč jako Pavel, syn barona
- Karla Oličová jako córka marszałka
- Jaroslav Průcha jako dr Martin, lekarz z małego sąsiedniego kraju
- František Smolík jako księgowy Kroga
- Helena Friedlová jako żona księgowego
- Vítězslav Boček jako syn księgowego
- Eva Svobodová jako córka księgowego
- Vladimír Šmeral jako pierwszy asystent
- Miroslav Svoboda jako drugi asystent
- Marie Nademlejnská jako matka drugiego asystenta
- Karel Dostal jako minister propagandy
- Rudolf Deyl starszy jako wysoki urzędnik ministerstwa
- Otto Rubík jako adiutant marszałka
- Eduard Blažek jako członek gwardii marszałka
- Vladimír Hlavatý jako dziennikarz
- Karel Jelínek jako dziennikarz
- Marie Holanová jako prosta kobieta
- Emil Dlesk jako pacjent doktora Galéna
- Fráňa Vajner jako pacjent doktora Galéna
- Vladimír Smíchovský jako odźwierny w zbrojowni

## Źródła
- Biała zaraza w bazie IMDb (ang.)
- Biała zaraza w bazie Filmweb
- Bílá nemoc w bazie Kinobox.cz (cz.)
- Bílá nemoc. w bazie ČSFD.cz. (cz.).
- Bílá nemoc. w bazie FDb.cz. (cz.).